# Ексохи (дем Кожани)
Вижте пояснителната страница за други значения на Ексохи.
Ексохи, още Баракли или Байракли (на гръцки: Εξοχή, до 1928 година Μπαρακλή, Баракли), е село в Гърция, в дем Кожани, област Западна Македония.

## География
Ексохи е разположено 820 m надморска височина, североизточно от Кожани.

## История

### В Османската империя
В края на XIX век Баракли е турско село в Османската империя. Според статистиката на Васил Кънчов („Македония. Етнография и статистика“) през 1900 година в Байракли, Кайлярска каза, има 300 турци.
На Етнографската карта на Битолския вилает на Картографския институт в София от 1901 година Байракли е чисто турско село в Кайлярската каза на Серфидженския санджак с 50 къщи.
Според статистика на Серфидженския санджак на гръцкото консулство в Еласона от 1904 година в Баракли (Μπαρακλή), Кайлярска каза, живеят 250 турци.

### В Гърция
През Балканската война в 1912 година в селото влизат гръцки части и след Междусъюзническата в 1913 година остава в Гърция. В 1913 година селото (Μπαρακλή) има 280 жители. През 20-те години населението му се изселва в Турция и на негово място са настанени християнски бежанци от Турция. В 1928 година селото е изцяло бежанско с 49 семейства и 216 жители бежанци.
През 1928 името на селото е променено на Ексохи.
Населението традиционно със земеделие и със скотовъдство.
| Име    | Име      | Ново име | Ново име  | Описание         |
| ------ | -------- | -------- | --------- | ---------------- |
| Баково | Μπάκοβον | Химарос  | Χείμαρρος | реката на Ексохи |

| Година    | 1913 | 1920 | 1928 | 1940 | 1951 | 1961 | 1971 | 1981 | 1991 | 2001 | 2011 | 2021 |
| --------- | ---- | ---- | ---- | ---- | ---- | ---- | ---- | ---- | ---- | ---- | ---- | ---- |
| Население | 280  | 312  | 185  | 278  | 160  | 184  | 91   | 4    | 81   | 104  | 114  | 122  |